# ريان تايلور (لاعب رماية)
ريان تايلور (بالإنجليزية: Ryan Taylor) هو لاعب رماية نيوزيلندي، ولد في 2 مارس 1980.

## وصلات خارجية
- ريان تايلور على موقع الاتحاد الدولي (الإنجليزية)
- ريان تايلور على موقع أوليمبيديا (الإنجليزية)
- ريان تايلور على موقع اللجنة الأولمبية النيوزيلندية (الإنجليزية)
- ريان تايلور على موقع اتحاد ألعاب الكومنولث (مؤرشف) (الإنجليزية)
- ريان تايلور على موقع دورة ألعاب الكومنولث 2006 (مؤرشف) (الإنجليزية)